# Guy Hunt
Harold Guy Hunt, znany lepiej jako Guy Hunt (ur. 17 czerwca 1933, zm. 30 stycznia 2009) – amerykański polityk ze stanu Alabama.

## Rys biograficzny
Urodził się w Holly Pond (Cullman County) w Alabamie. Służył w szeregach US Army w czasie wojny w Korei (zdemobilizowany w 1956). W 1951 roku poślubił Helen Chambers, z którą miał czwórkę dzieci. W roku 1958 został wyświęcony na kapłana kościoła baptystów. W tym samym czasie zaczął pracować jako komiwojażer Amway.
Hunt był aktywistą Partii Republikańskiej jeszcze w czasach, kiedy demokraci sprawowali niepodzielną władzę na Głębokim Południu.
W 1962 roku bez powodzenia kandydował do stanowego Senatu. W 1964 został sędzią, jako najmłodszy w owym czasie w Alabamie. Wybrany ponownie na sędziego w 1970 roku odszedł, zgodnie z obietnicą, po drugiej kadencji w 1976.
W latach 1976 i 1980 Hunt był przewodniczącym stanowej kampanii Ronalda Reagana. Kiedy ten zasiadł w Białym Domu w 1980, mianował go szefem Agricultural Stabilization and Conservation Committee. Prócz tego Hunt w latach 1976 i 1980 przewodniczył stanowej delegacji na prezydenckie konwencję republikańskie.
Po raz pierwszy kandydował na gubernatora w 1978 roku, ale wysoko przegrał z demokratą Fobem Jamesem. W 1985 zrezygnował z przewodniczenia komisji, aby przygotować się do walki o fotel gubernatora. W 1986 roku wygrał wybory, co było wielkim zaskoczeniem (żaden z żyjących w owym czasie mieszkańców Alabamy nigdy nie widział republikańskiego gubernatora), co czyni go pierwszym przedstawicielem swojej partii na tym stanowisku od czasów zakończenia wojny secesyjnej. Otrzymał tytuł najlepszego gubernatora według U.S. News and World w 1987.
Ponownie został wybrany w 1990. Oficjalnie poparcia udzielił mu wówczas Ku Klux Klan. W 1992 roku został skazany za nadużycia finansowe i automatycznie usunięty z urzędu. Wicegubernator, demokrata Jim Folsom jr., został gubernatorem. Hunt otrzymał karę 5 lat probacji i wysoką grzywnę (1994). Niedługo potem został ułaskawiony. Kandydował ponownie w prawyborach Partii Republikańskiej na gubernatora w 1994, ale przegrał. Umarł w wieku 75 lat 30 stycznia 2009 na raka płuca.